# Skakač (šah)
Skakač je ena od figur pri šahovski igri. Ponekod ga zaradi oblike figure imenujejo tudi konj in tudi njegov simbol je »konjska glava« (v naboru unicode »♞«). Na začetku igre ima vsak igralec po dva skakača v prvi vrsti šahovnice, oz. beli na prvi in črni na osmi vrsti. V algebrskem šahovskem zapisu stojita bela skakača na g1 in b1, medtem ko črna stojita na g8 in b1.
Premiki skakača so neobičajni glede na ostale figure. Premika in jemlje izmenično po belih in črnih poljih v katerokoli smer. Premik se izvede za dve polji in eno vstran - v obliki velike črke L. Pravilo premika skakača se je v šahovski zgodovini obdržalo nespremenjeno najdlje in sega v 7. stoletje, zato se pojavlja v večini šahovskih različic.
Na zgornji sliki so prikazani možni premiki skakača, ki v sredini prazne šahovnice pokriva osem polj. Za razliko od ostalih šahovskih figur skakač ignorira figure, ki mu stojijo na poti do nameravanega polja. Nanj pride tako, da preprosto »preskoči« ostale figure. Kot druge figure tudi skakač zajame ostale figure tako, da zasede polje, na katerem je prej stala nasprotnikova figura.
Za večino figur velja, da imajo največje delovanje, kadar so postavljene proti sredini šahovnice, še posebej pa to velja za skakača. Skakač na robu šahovske table napada samo štiri polja in v kotu samo dve. Prav tako potrebuje skakač za premik iz ene strani šahovnice na drugo več potez kot lovec, trdnjava ali dama. Od tod tudi rek: »Skakač na robu je z eno nogo v grobu.«
Skakač je edina figura, ki se lahko premakne pred premikom kmeta. Zaradi zgornjih razlogov so najboljša polja za skakača na začetku igre tista proti sredini šahovnice. Po priporočilu Laskerja je skakača smotrno vpeljati v igro pred lovcem in veliko pred trdnjavo in damo.
Posebnost skakača je tudi v tem, da lahko napade damo, ne da bi bil od nje ogrožen. Tako lahko napade tudi vse ostale figure, zato je še posebno primeren za napad na več figur hkrati.
Skakač je po moči približno enak lovcu. Lovčevo delovanje je večje, vendar je prednost skakača v tem, da lahko doseže tako bela kot tudi črna polja na šahovnici. Zaradi možnosti preskakovanja figur ima skakač večjo veljavo na začetku igre, ko so polja še gosto zasedena s figurami. V začetnem delu igre ima tudi večjo možnost napada na več figur hkrati. Proti koncu igre, ko se število figur zmanjša, skakaču prednost glede na lovca relativno zbledi.
Nasprotnikovi kmetje so še posebej uspešni pri preprečevanju delovanja skakača, ker ga lahko napadajo, ne da bi bili pri tem sami ogroženi. Zato je dobro polje za skakača »luknja« v postavitvi kmetov, ki je izven dosega nasprotnikovih kmetov.